# Thomas Reineck
Thomas Reineck (18 novembre 1967) è un ex canoista tedesco.

## Palmarès

### Olimpiadi
- 2 medaglie:
  - 2 ori (Barcellona 1992 nel K4 1000 metri, Atlanta 1996 nel K4 1000 metri)

### Mondiali
- 13 medaglie:
  - 5 ori (Parigi 1991 nel K4 500 metri; Parigi 1991 nel K4 10000 metri; Copenaghen 1993 nel K4 1000 metri; Copenaghen 1993 nel K4 10000 metri; Duisburg 1995 nel K4 1000 metri)
  - 3 argenti (Parigi 1991 nel K4 1000 metri; Copenaghen 1993 nel K4 500 metri; Duisburg 1995 nel K4 500 metri)
  - 5 bronzi (Montréal 1986 nel K4 500 metri; Duisburg 1987 nel K4 500 metri; Duisburg 1987 nel K4 10000 metri; Città del Messico 1994 nel K4 1000 metri; Duisburg 1995 nel K4 200 metri)